# Cymatophoropsis
Cymatophoropsis is een geslacht van vlinders van de familie spinneruilen (Erebidae), uit de onderfamilie Calpinae.

## Soorten
- C. dubernardi Houlbert, 1921
- C. expansa Houlbert, 1921
- C. heurippa Druce, 1889
- C. sinuata Moore, 1879
- C. trimaculata Bremer, 1861
- C. unca Houlbert, 1921